# Châteaurenard
Châteaurenard é uma comuna francesa na região administrativa da Provença-Alpes-Costa Azul, no departamento de Bouches-du-Rhône. Estende-se por uma área de 34,95 km². Em 2010 a comuna tinha 16 259 habitantes (densidade: 465,2 hab./km²).

## Cidades-irmãs
- Altenholz, Alemanha
- Villanova d'Asti, Itália